# روري سذرلاند
روري سذرلاند (بالإنجليزية: Rory Sutherland)‏ (و. 1982  م) هو راكب دراجة هوائية، من أستراليا، ولد في كانبرا، شارك في طواف فرنسا 2018.

## سباقات أو مراحل فاز بها
| التاريخ        | السباق                                                     | المركز                  |
| -------------- | ---------------------------------------------------------- | ----------------------- |
| 01 يناير 2004  | تريبتيك ديس مونتس إت شاتيوكس 2004                          | المركز الثالث           |
| 12 يناير 2005  | 2005 Australia National Road Cycling Championships Men ITT | المركز الثاني           |
| 07 أغسطس 2005  | طواف الدنمارك 2005                                         | المركز الثالث           |
| 04 سبتمبر 2005 | غروت بريجس جيف شيرنز 2005                                  | المركز الثالث           |
| 01 يناير 2007  | 2007 Joe Martin Stage Race                                 | الفائز في التصنيف العام |
| 01 يناير 2007  | 2007 Nature Valley Grand Prix                              | المركز الثاني           |
| 07 يناير 2007  | Bay Cycling Classic 2007                                   | المركز الثالث           |
| 12 يناير 2007  | 2007 Australia National Road Cycling Championships Men ITT | المركز الثاني           |
| 01 يناير 2008  | 2008 Joe Martin Stage Race                                 | الفائز في التصنيف العام |
| 01 يناير 2008  | 2008 Nature Valley Grand Prix                              | الفائز في التصنيف العام |
| 10 يناير 2008  | 2008 Australia National Road Cycling Championships Men ITT | المركز الثاني           |
| 13 يناير 2008  | 2008 Australia National Road Cycling Championships Men RR  | المركز الثالث           |
| 01 يناير 2009  | 2009 Nature Valley Grand Prix                              | الفائز في التصنيف العام |
| 01 يناير 2009  | 2009 Joe Martin Stage Race                                 | الفائز في التصنيف العام |
| 01 يناير 2010  | 2010 Nature Valley Grand Prix                              | الفائز في التصنيف العام |
| 01 يناير 2012  | طواف أمريكا للدراجات 2011–12                               | الفائز في التصنيف العام |
| 06 مايو 2012   | طواف غيلا 2012                                             | الفائز في التصنيف العام |
| 17 يونيو 2012  | 2012 Tour de Beauce                                        | الفائز في التصنيف العام |
| 02 أبريل 2017  | فولتا لا ريوخا 2017                                        | الفائز في التصنيف العام |

## روابط خارجية
- روري سذرلاند على موقع الاتحاد الدولي للدراجات (الإنجليزية)
- روري سذرلاند على موقع أرشيف الدراجات (الإنجليزية)
- روري سذرلاند على موقع إحصائيات الدراجات الإحترافية (الإنجليزية)
- روري سذرلاند على موقع نسبة الدراجات (الإنجليزية)
- روري سذرلاند على موقع CycleBase (الإنجليزية)
- روري سذرلاند على موقع AS.com (الإسبانية)